# Ariel Santoro
Ariel Francisco Santoro (nacido en Empalme Villa Constitución el 1 de julio de 1968) es un exfutbolista argentino. Se desempeñaba como delantero y debutó profesionalmente en Rosario Central. Actualmente dirige a Empalme Central. Además su hermano Claudio Santoro también fue futbolista.

## Carrera
Sus primeros partidos fueron durante el Campeonato de Primera División 1988-89; fue suplente de Juan Antonio Pizzi hasta que éste fue transferido. El 25 de noviembre de 1990 le marcó tres goles a Chaco For Ever, en la victoria de su equipo 3-2. Dejó Central a fines de 1991, totalizando 39 presencias y 6 goles anotados.
Continuó su carrera en Once Philips de Colombia (actual Once Caldas), Lanús, Atlético de Rafaela, Argentino de Rosario y Central Córdoba de la misma ciudad.

## Clubes
| Club                      | País      | Año       |
| ------------------------- | --------- | --------- |
| Rosario Central           | Argentina | 1988-1991 |
| Once Philips              | Colombia  | 1992      |
| Lanús                     | Argentina | 1992-1993 |
| Atlético de Rafaela       | Argentina | 1993-1994 |
| Argentino (Rosario)       | Argentina | 1994-1996 |
| Central Córdoba (Rosario) | Argentina | 1996-1997 |